# Vladimír Vašák
Vladimír Vašák (* 11. února 1963) je bývalý český fotbalista, útočník. Po skončení aktivní kariéry působí jako trenér.

## Fotbalová kariéra
V československé lize hrál za TJ Škoda Plzeň. Nastoupil v 56 ligových utkáních a dal 9 gólů.

## Ligová bilance
| Ročník                                   | Zápasy | Góly | Klub        |
| ---------------------------------------- | ------ | ---- | ----------- |
| česká národní fotbalová liga 1981/82     | 8      | 0    | Škoda Plzeň |
| česká národní fotbalová liga 1984/85     | 29     | 3    | Škoda Plzeň |
| česká národní fotbalová liga 1985/86     | 30     | 5    | Škoda Plzeň |
| 1. československá fotbalová liga 1986/87 | 27     | 3    | Škoda Plzeň |
| česká národní fotbalová liga 1987/88     | 26     | 3    | Škoda Plzeň |
| 1. československá fotbalová liga 1988/89 | 29     | 6    | Škoda Plzeň |
| CELKEM                                   | 149    | 20   |             |